# Cyclosternum bicolor
Cyclosternum bicolor är en spindelart som först beskrevs av Rita Delia Schiapelli och Gerschman 1945.  Cyclosternum bicolor ingår i släktet Cyclosternum och familjen fågelspindlar. Inga underarter finns listade i Catalogue of Life.